# Skepp till India land
 Skepp till India land és una pel·lícula sueca dirigida per Ingmar Bergman, estrenada el 1947.

## Argument
Johannes Blom, oficial de la marina, torna a casa seva després de nombrosos anys. Hi retroba Sally, que ha estimat en la seva joventut.

## Repartiment
- Holger Löwenadler: Kapten Blom
- Anna Lindahl: Alice Blom
- Birger Malmsten: Johannes Blom
- Gertrud Fridh: Sally
- Naemi Briese: Selma
- Hjördis Petterson: Sofi